# Cykadojad rdzawopierśny
Cykadojad rdzawopierśny (Harpagus bidentatus) – gatunek średniej wielkości ptaka drapieżnego z rodziny jastrzębiowatych (Accipitridae).
MorfologiaJego grzbiet i zewnętrzna strona skrzydeł są jasnoszare, ogon czarny, z trzema szarymi, prostopadłymi pasami, gardło i broda biała z czarną linią pośrodku. Klatka piersiowa i brzuch mają odcień rudy z szaro-białymi pasami, pokrywy podogonowe biały. Po wewnętrznej stronie skrzydła pokrywy są białe, przy czym na lotkach widnieją czarne linie. Głowa jest szara, woskówka szaro-żółta z czarnym zakończeniem, oczy czerwono-pomarańczowe, nogi i szpony żółte. Młode mają brązowy grzbiet z białymi plamkami na łopatkach, płowo-biały brzuch i klatkę piersiową, ciemnobrązową głowę i jaśniejsze od osobników dorosłych oczy.
Cykadojady rdzawopierśne osiągają długość 33–38 cm, a ich masa waha się od 168 do 230 g.
Zasięg występowania i środowiskoCykadojady rdzawopierśne żyją w tropikalnych, subtropikalnych i wtórnych lasach, zazwyczaj na wysokościach do 2100 m n.p.m. Występują w południowym Meksyku, Ameryce Centralnej oraz w północnej i środkowej części Ameryki Południowej – po wschodnią Brazylię i Boliwię.
PodgatunkiWyróżnia się dwa podgatunki H. bidentatus:
- H. bidentatus fasciatus – południowy Meksyk do zachodniej Kolumbii i Ekwadoru. Posiada jaśniejszy brzuch i klatkę piersiową z większą ilością szaro-białych elementów.
- H. bidentatus bidentatus – wschodnia Kolumbia do Boliwii i wschodniej Brazylii, Trynidad

Ekologia i zachowanieŻywi się głównie dużymi owadami, jaszczurkami i płazami. Sporadycznie zjada ptaki, pisklęta, nietoperze, węże i szczury. Często poluje w pobliżu grup małp w celu złapania zwierząt wypłoszonych przez te ssaki.
Okres lęgowy różni się w zależności od miejsca występowania, ale zwykle trwa od kwietnia do lipca. Gniazda zlokalizowane są na wysokości od 3 do 30 m nad ziemią (czasem wyżej), zazwyczaj na obrzeżach lasu. Samice składają dwa jaja, rzadziej jedno. Inkubacja trwa 42–45 dni. W czterech zbadanych lęgach młode opuściły gniazdo po 27–37 dniach od wyklucia.
StatusMiędzynarodowa Unia Ochrony Przyrody (IUCN) uznaje cykadojada rdzawopierśnego za gatunek najmniejszej troski (LC – Least Concern) nieprzerwanie od 1988 roku. W 2019 roku organizacja Partners in Flight szacowała, że liczebność światowej populacji mieści się w przedziale 0,5–5,0 milionów dorosłych osobników, a jej trend jest umiarkowanie spadkowy. Gatunkowi zagraża wylesianie.